# أبراهام نيدرلندر
أبراهام بن إفرايم نيدرلندر (بالعبرية: אַבְרָהָם בֶּן אֶפְרַיִם נידרלנדר‏) المعروف أيضًا باسم أبراهام سوفير وسوفير براغ، هو عالم رياضيات يهودي نمساوي عاش في القرن السادس عشر.
قام بنشر كتاب باسم "بريت أفراهام" في عام 1609، وهو عمل عن الحساب يعتمد على كتاب إلياس مزراحي المعروف باسم سيفر ها ميسبار. ونشر أيضا أعمالا غير يهودية في الرياضيات. 